# Духче
Духче (укр. Духче) — село в Рожищенской городской общине Луцкого района Волынской области Украины.
До 2020 года входило в Рожищенский район.
Код КОАТУУ — 0724586202. Население по переписи 2001 года составляет 646 человек. Почтовый индекс — 45114. Телефонный код — 3368. Занимает площадь 2,29 км².

## История
Село было основано ещё в эпоху бронзы, о чём свидетельствуют найденные на его территории бронзовые изделия. Духче впервые упоминается в письменных источниках под 1583 годом «зъ дущая».
Село принадлежало семье князей Сокольских — от села Сокол, которое было их основным подворьем в этом ключе сёл.
Духче упоминается под 1584 и 1591 годами. Первый документ гласит о бегстве подданных Марка Сокольского из сёл Духче, Корсыни, Подлески, Житовичи в имение князя Романа Сангушка в с. Ситница.
Второй документ сообщает о побеге пяти семей подданных княгини Магдалены Сокольской из сёл Духче, Копылья к имениям Матфея Высоцкого и Андрея Загоровского.
Согласно подимним тарифу 1628 село Духче было в собственности одного из семьи князей Сокольских — Александры с Сокола Криштофовой Шимковичовой Шклинськой.
В XIX в. Духче — село и ферма Луцкого уезда Рожищенской волости. В 1887 году здесь было 71 домов и 468 жителей, на ферме 2 дома и 8 жителей.